# Montañas de agua
Montañas de agua es un cortometraje documental de divulgación científica de 15 minutos y 11 segundos de duración, filmado en noviembre de 2010 por investigadores de la Universidad de Zaragoza y de la Fundación Boreas. Es el primer documental científico rodado íntegramente en los ibones del Pirineo oscense, y en él se muestran por primera vez imágenes subacuáticas de estos ecosistemas pirenaicos. La filmación se realizó en el ibón de Sabocos, y contó con la participación de instructores de la Federación Aragonesa de Actividades Subacuáticas.

## Temática
El documental relata la investigación medioambiental que un grupo interdisciplinar  de científicos llevá realizando desde 2002 para conocer el impacto de la acción humana en los lagos de alta montaña de origen glaciar del Pirineo Aragonés, denominados ibón en Aragón. A lo largo de estos años en el fondo de los ibones se han encontrado desde neumáticos, bidones de gasolina, conos de señalización de carreteras, sillas plegables, restos de comidas, sedales y anzuelos de pesca, vasos de plástico. Por otra parte, el análisis químico de sus aguas indica la presencia de elementos contaminantes como metales pesados, que tienen un claro origen antrópico.
Los científicos también han observado como la introducción de peces, desequilibra el ecosistema de estos lagos, al alimentarse de los anfibios que habitan en ellos. En ocasiones la materia orgánica, procedente de la ganadería, desencadena un proceso de eutrofia (exceso de materia orgánica) y los organismos oportunistas, como el fitoplancton, comienzan a crecer de forma desmesurada. Las aguas se vuelven turbias, lo que impide que la radiación solar llegue al fondo del ibón. Como consecuencia se produce un colapso del ecosistema, por falta de oxígeno y muerte de los organismos que ahí habitan.
Todo ello está narrado en el documental por los propios investigadores participantes en el proyecto, y se muestran imágenes subaéreas y subacuáticas que pretenden concienciar a la sociedad sobre la importancia de la preservación y protección de los ibones del Pirineo. 
"Montañas de agua", es una muestra del esfuerzo que la comunidad de científicos de la Universidad de Zaragoza está realizando para transferir el conocimiento generado por sus investigaciones a la sociedad.

## Producción y distribución
El documental "Montañas de agua" fue financiado por la Universidad de Zaragoza y la Fundación Española para la Ciencia y Tecnología (FECYT), y se realizó como parte del II Taller de Guion y Producción del Documental Científico de la Universidad de Zaragoza realizado en octubre y noviembre de 2010.
Desde el mismo momento de su preproducción se pensó que la mejor forma de difusión era internet, de forma que cualquier institución, colectivo o particular pudiese visionarlo y descargarlo.

## Exhibición y reconocimientos
La primera exhibición de "Montañas de agua" tuvo lugar el 18 de diciembre en la EUITIZ de la Universidad de Zaragoza. Su estreno oficial tuvo lugar el 24 de enero de 2011 en el Paraninfo de la Universidad de Zaragoza. Posteriormente, el Vicerrectorado de Huesca de la Universidad de Zaragoza lo presentó en esta ciudad el 28 de febrero de 2011. El domingo 15 de mayo de 2011 “Montañas de agua” fue proyectado dentro de la sección “Cine y agua” de la IV edición de Ecozine, el festival internacional de cine y medio ambientes Ciudades de Zaragoza, en el Centro de Historia de Zaragoza.
"Montañas de agua" ha quedado finalista en el 2º Festival Internacional de Cine Científico y Ambiental de Doñana (FICCAD), que se celebró en octubre de 2011. El audiovisual ha sido incluido en el Programa de Cine Científico 2011-2012 de FECYT. En octubre de 2014 "Montañas de agua" recibió la Mención Honorífica de la XXVII convocatoria Prismas "Casa de las Ciencias" a la Divulgación. En noviembre de 2015, el documental ha sido seleccionado como finalista del Urkedi Film Festival.

## Sinopsis
¿Qué está pasando en los ibones? Esta es la pregunta que están tratando de resolver desde hace ocho años un grupo interdisciplinar y ecléctico de científicos y voluntarios. En este tiempo los investigadores han tenido que empezar desde el principio y pasar todo tipo de adversidades en la montaña. Pero su tesón y esfuerzo ha empezado a dar sus frutos. Poco a poco la investigación hace emerger los secretos de estos lagos pirenaicos de origen glaciar, y a mostrar a la sociedad cómo el impacto del ser humano está condicionando la evolución reciente y el futuro de estos singulares ecosistemas acuáticos del corazón del Pirineo.

## Ficha técnica
- Guion y realización: Alfonso Pardo, Severino Escolano y Eduardo Aznar
- Camarógrafos subaéreos:
  - 1ª Unidad: José Carlos Ruiz
  - 2ª Unidad: Javier Calvo
  - 3ª Unidad: Carlos Rodríguez
- Camarógrafo subacuático: José Luis Rodríguez
- Filmación “Time-lapse”: Luis Porta
- Sonido: José Carlos Ruiz
- Locución: María Salinas
- Iluminación: Eduardo Aznar
- Edición: Alfonso Pardo, Eduardo Aznar
- Postproducción: Javier Calvo
- Efectos especiales: Javier Calvo
- Fotografía subacuática: José Manuel Cruz
- Fotografía subaérea: Alfonso Pardo, Carlos Rodríguez, Tomás Arruebo, Paloma Gacías
- Asesores científicos: Carlos Rodríguez, Tomás Arruebo, Zoe Santolaria, José María Matesanz, Javier Lanaja, José Urieta, Javier del Valle, José Urieta, Mercedes Navarro, Jesús Betrán, Alfonso Pardo.
- Asesores técnicos de buceo/Buceadores científicos: José Manuel Cruz, Jorge Burgos, José Luis Rodríguez, Fernando Guardiola, José María Matesanz, Alfonso Pardo.

## Instituciones colaboradoras en el proyecto
Vocalía de Buceo Científico y Medio Ambiente de la Federación Aragonesa de Actividades Subacuáticas (FARAS), Comité de Buceo Científico y Medio Ambiente (CBC) de la Federación Española de Actividades Subacuáticas (FEDAS), ARAMON Panticosa, Ayuntamiento de Panticosa, GEAS de la Guardia Civil, U-Hel 41 de la Guardia Civil, Escuela Politécnica Superior de Huesca, Departamento de Agricultura y Economía Agraria, Laboratorio de Calidad de Aguas de la EUITIZ, Departamento de Geografía y Ordenación del Territorio, Departamento de Didáctica de las Ciencias Experimentales, Departamento de Ingeniería Química y Tecnologías del Medio Ambiente, Unidad de Cultura Científica del Vicerrectorado de Investigación, Gabinete de Imagen y Comunicación de la Universidad de Zaragoza y el Instituto de Ciencias de la Educación (ICE), Fundación Española de Ciencia y Tecnología (FECYT), Ministerio de Ciencia e Innovación (MICINN), Colegio Oficial de Físicos, Instituto Pirenaico de Ecología, Grupo de Termodinámica Aplicada y Superficies (GATHERS). Instituto de Investigación en Ingeniería de Aragón (I3A). Universidad de Zaragoza. Facultad de Ciencias, Fundación Boreas, Club Glaucos, Club Leviatán, Zaragoza Club Odisea (ZCO). 